# Guy Doleman
Guy Doleman (Hamilton, 22 novembre 1923 – Los Angeles, 30 gennaio 1996) è stato un attore neozelandese.

## Biografia
Guy Doleman è nato nel 1923 ad Hamilton in Nuova Zelanda. Ha iniziato la sua carriera come attore teatrale recitando a partire dal 1949 a Sydney, Brisbane, Adelaide e Melbourne in Australia dove è stato uno degli attori più impegnati, anche in trasmissioni radiofoniche. Ha recitato poi in diversi film australiani degli anni quaranta e cinquanta del XX secolo e poi si è trasferito a Hollywood, è tornato in Australia e poi a Londra. Ha preso parte a film d'azione e avventura britannici e americani degli anni sessanta e settanta. I ruoli forse più importanti che ha interpretato sono stati quelli del Conte Lippe nel film di James Bond e del Colonnello Ross nei tre adattamenti cinematografici dei romanzi di Harry Palmer di Len Deighton, al fianco di Michael Caine, usciti tra il 1965 e il 1967. È morto di cancro ai polmoni a Los Angeles il 30 gennaio 1996 all'età di 72 anni.

## Riconoscimenti
Nel 1952 è stato premiato per la sua interpretazione nel dramma radiofonico The Coward.

## Filmografia parziale[4][5][6]

### Cinema
- Il trono nero (His Majesty O'Keefe), regia di Byron Haskin (1954)
- Il delitto perfetto (Dial M for Murder), regia di Alfred Hitchcock (1954)
- L'ultima spiaggia (On the Beach), regia di Stanley Kramer (1959)
- Ipcress (The Ipcress File), regia di Sidney J. Furie (1965)
- Agente 007 - Thunderball (Operazione tuono) (Thunderball), regia di Terence Young (1965)
- Funerale a Berlino (Funeral in Berlin), regia di Guy Hamilton (1966)
- Il cervello da un miliardo di dollari (Billion Dollar Brain), regia di Ken Russell (1967)
- Il grande attacco (The Greatest Battle), regia di Umberto Lenzi (1978)

### Televisione
- Follow the Sun – serie TV, episodio 1x07 (1961)
- General Hospital – soap opera (1963)
- Agente speciale (The Avengers) – serie TV, episodio 2x25 (1963)
- I gialli di Edgar Wallace (The Edgar Wallace Mystery Theatre) – serie TV, episodio 5x01 (1963)
- Il prigioniero (The Prisoner) – serie TV, episodio 1x01 (1967)
- L'uomo da sei milioni di dollari (The Six Million Dollar Man) – serie TV, episodio 4x19 (1977)
- La signora in giallo (Murder, She Wrote) – serie TV, episodio 8x15 (1992)

## Doppiatori italiani
Nelle versioni in italiano delle opere in cui ha recitato, Guy Doleman è stato doppiato da:
- Cesare Barbetti in Agente 007 - Thunderball (Operazione tuono)
- Goffredo Matassi in La signora in giallo
- Arturo Dominici in Funerale a Berlino
- Sandro Iovino ne Il prigioniero
- Rolf Tasna in Ipcress
- Rino Bolognesi in General Hospital